# Tryserums kyrka
Tryserums kyrka är en kyrkobyggnad i Tryserum, gamla Norra Tjusts härad i Småland. Den ligger cirka 6 km söder om Valdemarsvik och tillhör Valdemarsviks församling i Linköpings stift.

## Kyrkobyggnaden
Tryserums kyrka är en gustaviansk kyrkobyggnad med halvrunt kor i öster och torn i väster. Under högkoret finns det Gyllenstiernska-Hornska gravkoret, flyttat från Tryserums gamla kyrka, som bland annat innehåller kvarlevorna av frihetstidens främste statsman, Arvid Bernhard Horn (1664-1742). Tornet är försett med en huv och över den en öppen lanternin, som kröns av ett klot med kors på.
Sydost om kyrkan nedanför landsvägen ligger ännu ett av de gamla kyrkstallarna bevarat. Till miljön hör också gamla folkskolan och fattigstugan uppförda vid 1800-talets mitt. Den senare inrymmer numera Tryserums hembygdsgård.

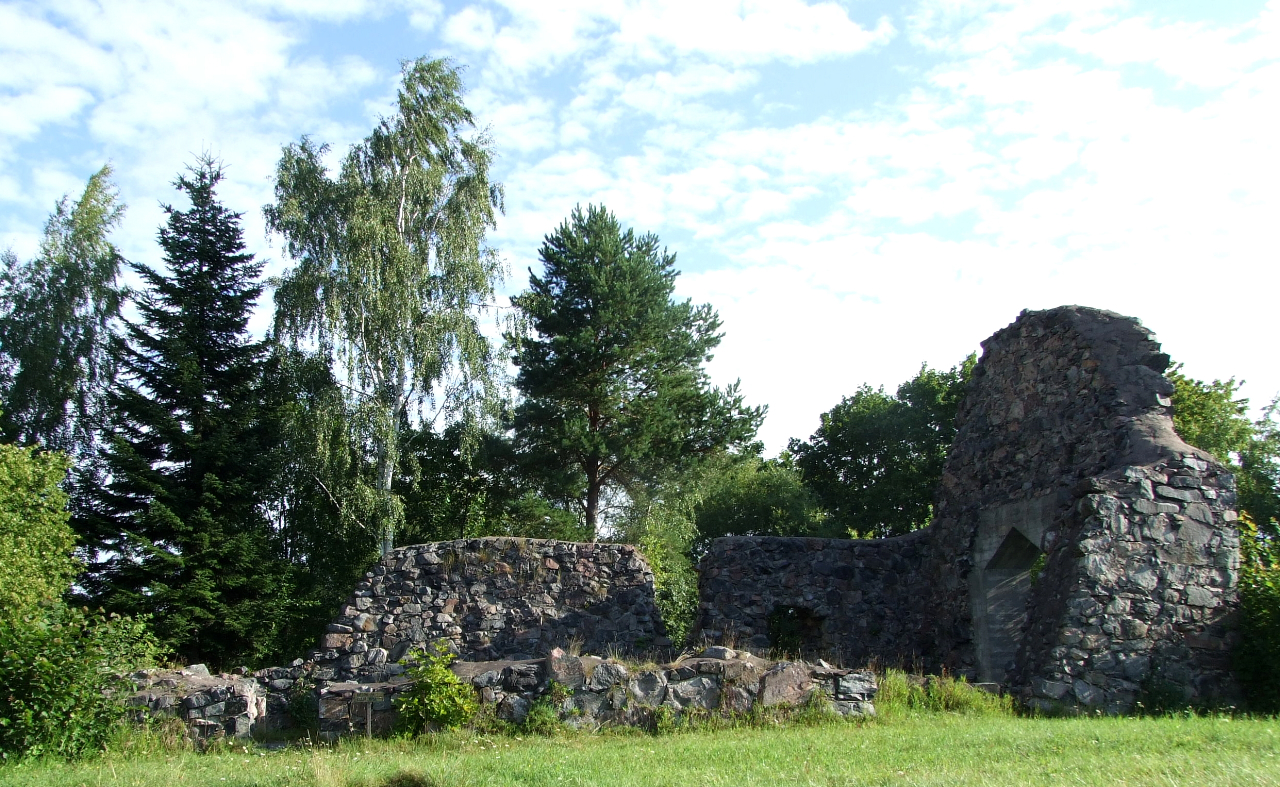
Ruinen efter gamla kyrkan

Väster om nuvarande kyrkan på en gruskulle vid Kyrksjön ligger ruinen efter Tryserums gamla kyrka, troligen uppförd på 1200-talet och ödelagd efter 1785, då den nya stora kyrkan i östra delen av socknen stod färdig.

## Historik
Tryserums gamla kyrka (58°9′32.88″N 16°29′13.61″Ö / 58.1591333°N 16.4871139°Ö) byggdes omkring 1290 i det som senare kom att kallas Västertryserum. År 1341 omnämns Tryserum första gången som "Trisrum", av try (en växt) och rum (öppen plats).
Kyrkan och en klockstapel på kyrkogårdens västra del brann 1660 men byggdes upp igen.
I början av 1700-talet hade gamla kyrkan svåra skador. Västra gaveln revs och byggdes upp igen. Koret byggdes till åt öster och ett gravkor inrättades för Gyllenstiernska och Hornska ätterna. En stor reparation gjordes 1739-1743, varvid interiören vitmenades. Genom greve Adam Horns försorg anskaffades 1746 en ny orgel av Jonas Wistenius, Linköping. 
Efter hårda stridigheter om byggnadsplats lades 1782 grunden till en ny kyrka i socknens östra del, i "Snällebo boskapshage", på initiativ av socknens patronus greve Gustaf Horn på Fogelvik. Arkitekt var den gustavianska tidens kanske mest framstående, nämligen hovintendenten Jean Eric Rehn. Juldagen 1784 hölls invigningen. Under vårvintern kördes kistorna på släde från gravkoret i den gamla kyrkan i Västertryserum till den nya kyrkans gravkor under högkoret. I och med att nya kyrkan var klar övergavs den gamla, som revs omkring 1820.
1961-1965 restaurerades den gamla ruinen.

## Inventarier
- Altarprydnaden, ritad av arkitekt Rehn, visar "IHS" inom en cirkel med strålar och ovanför tvenne änglar, som håller en urna, vilken är tänkt som en erinran om gravkammaren under koret.
- Altarljusstakar i barockstil skänkta av Arvid Bernhard Horn och hans grevinna år 1722. På foten ett vapen och ryska bokstäver.
- Predikstolen är samtida med kyrkan.
- Kalk från slutet av 1600-talet, med två vapen och ABH MGS 1722 ingraverat (Arvid Bernhard Horn - Margareta Gyllenstjärna).
- Pyxis med sexkantig cuppa prydd med graverade apostlabilder och krönt med ett krucifix. Den är daterad till 1300-talets senare del och skänkt av Gustav Horn omkring 1780.
- Dopfunt med cuppa av brons, ritad av konstnären Eric Elfwén, Gamleby, och fot snidad av sockenbon Jan-Inge Karlsson.
- Dopskål av silversmeden Valentin Lennartsson Wefwer, Linköping.
- Storklockan göts 1754 i Norrköping och lillklockan 1840.

## Orglar

### Gamla kyrkan
Kronologi:
- 1641: Claes Fransson Tzander, Söderköping, bygger ett 4-stämmigt positiv för 200 daler kopparmynt.
- 1671: Orgelbyggare Magnus Åhrman, Borås, bygger en orgel.
- 1746: Jonas Wistenius, Linköping, bygger ett orgelverk med 9 stämmor i kyrkan. Fasaden skapas av bildhuggare Niclas Österbom, Norrköping.

### Nya kyrkan
Kronologi:
- 1785: I den nya kyrkan bygger Pehr Schiörlin, Linköping, en 15-stämmig orgel med 1 manual och självständig pedal. Flertalet fasadpipor är ljudande. Tonhöjd: korton. Orgeln är till stor del en gåva av Gustav Horn.
- 1799: Reparation av organisten Andreas Dahlgren, Tryserum.
- 1820- eller -30-talet(?) sker en omdisponering, troligen av Per Zacharias Strand, Stockholm, varvid Qvintadena 8' förlängs till en Fugara 8' och Qvinta 3' flyttas till åttafotsläge och får namnet Vox retusa 8' D. Vid samma tillfälle (?) ändras mixturen: ett kor avlägsnas, piporna omplaceras delvis genom omborrning av stock och slejfer så att stämman delas i bas- & diskantregister.
- 1848: Reparation av organisten Per Adolf Kjellander.
- 1896: Organist Holmdahl, Gladhammar, reparerar orgeln och sätter in nytt pedalklaver samt förnyar beläggningen på manualklaverets tangenter, varvid undertangenterna blir vita.
- 1967-1968 restaurerar Magnus Fries, Sund, orgeln till 1785 års tillstånd. Härvid återförs Vox retusa 8' D till Qvinta 3' och kompletteras med nya diskantpipor tillverkade av gammal metall. Fugara 8' återställs till Qvintadena 8' genom borttagning av påskarvning och komplettering med hattar. Mixturen uppställes på ursprungligt sätt och kompletteras med felande pipor. Manualklaverets beläggning förnyas och 1896 års pedalklav förses med ny beläggning. Orgeln är mekanisk.
- 2005: Restaurering av Ålems orgelverkstad, Ålem med Sune Fondell och Lennart Olofsgård. Intoneringen utförs av Magnus Thonér. Originaltrakturen bevaras och senare tiders filtning tas bort. Manualklaviaturen förnyas och får åter fått svarta undertangenter. Projektering och kontroll utförs av orgelantikvarie Niclas Fredriksson.
- 2006: Orgeln återinvigs av prosten Gudjon Gudjonson vid en orgelfestmässa den 12 februari med professor Anders Bondeman vid orgeln.

Ursprunglig & nuvarande disposition:
| Manual C-f³                               | Pedal C-c¹           |
| Principal 8', D (fasad)                   | Undersats 16'        |
| Gedacht 8'                                | Subbas 16'           |
| Qvintadena 8'                             | Principal 8' (fasad) |
| Principal 4', B/D (fasad)                 | Bassun 16'           |
| Spetsfleut 4', B/D                        | Trumpet 8'           |
| Qvinta 3' (eg. 2 2/3')                    | Sperventil. Pedal    |
| Octava 2'                                 |                      |
| Mixtur II, oktavkor 1' + 1'               | Koppel               |
| Mixtur II, kvint- & terskor 1 1/3' + 4/5' | Manual/pedal         |
| Trumpet 8', B/D                           |                      |
| Tremulant                                 |                      |
| Sperventil. Manual                        | Calcant              |

#### Diskografi
- The 1785 Schiörlin Organ in Tryserum, Sweden / Porter, William, orgel. CD. Loft. 2006.

## Kuriosa
- Gustaf Horn var den siste i sin ätt. Han dog 1798 och begravdes i gravkammaren under nya kyrkans kor vid sidan av 22 kistor som förts dit från gamla kyrkan.